# Argyreia eriocephala
Argyreia eriocephala là một loài thực vật có hoa trong họ Bìm bìm. Loài này được C.Y. Wu mô tả khoa học đầu tiên năm 1965.